# 바르셀로나 독일관

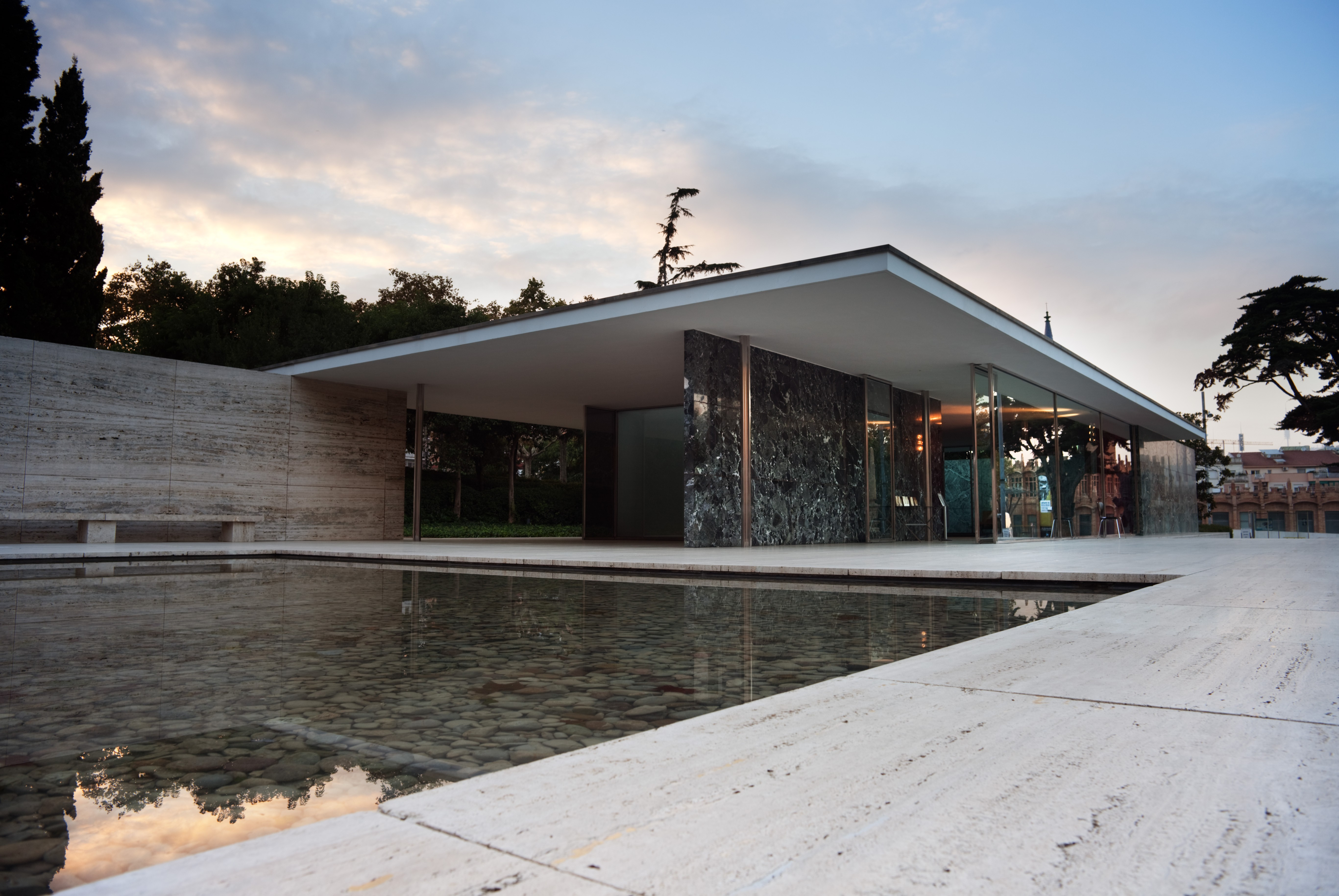
바르셀로나 독일관

바르셀로나 독일관(카탈루냐어: Pavelló alemany, 스페인어: Pabellón alemán)은 스페인 카탈루냐 지방 바르셀로나에 위치한 건축물이다. 본래 1929년 바르셀로나 만국박람회에서 독일관으로 개관되었던 것으로, 종종 이후에도 박람회 개막식에서 독일 관련으로 사용되었다. 루트비히 미스 반 데어 로에가 설계한 건물로, 유명한 근대 건축물 중 하나이다.